# Moneva
Moneva – gmina w Hiszpanii, w prowincji Saragossa, w Aragonii, o powierzchni 61,4 km². W 2011 roku gmina liczyła 117 mieszkańców.